# Slobodan Soro
Slobodan Soro (in serbo Слободан Соро?; Novi Sad, 23 dicembre 1978) è un ex pallanuotista serbo naturalizzato brasiliano, vincitore di una medaglia d'oro agli europei di Eindhoven del 2012 e di un bronzo ai giochi olimpici di Pechino 2008 e ai giochi olimpici di Londra 2012. Inoltre ha conquistato due medaglie mondiali (un oro a Roma nel 2009 ed un argento a Shanghai 2011) ed altrettante europee (un oro a Eindhoven nel 2012 ed un argento a Malaga nel 2008). Dal 2013 al 2017 ha militato nel campionato brasiliano estivo con il Botafogo e il Fluminense, ottenendo la cittadinanza brasiliana nel 2015. Con la nazionale brasiliana ha vinto la medaglia di bronzo ai Giochi Panamericani 2019 e la medaglia d'oro in Coppa UANA nel 2019.

## Palmarès

### Club

#### Trofei nazionali
- Campionato serbo-montenegrino: 2

Becej: 1999-2000
Jadran H.N.: 2004-2005
- Coppa di Serbia e Montenegro: 2

Bečej: 1999-2000
Jadran H.N.: 2004-2005
- Campionato serbo: 5

Partizan: 2008-2009, 2009-2010, 2010-2011, 2011-2012, 2014-2015
- Coppa di Serbia: 4

Partizan: 2008-2009, 2009-2010, 2010-2011, 2011-2012

#### Trofei internazionali
- Coppe LEN: 1

Partizan: 1997-1998
- LEN Champions League: 2

Bečej: 1999-2000
Partizan: 2010-2011
- Euro Interliga: 2

Partizan: 2010, 2011
- Supercoppa LEN: 1

Partizan: 2011
- Tom Hoad Cup: 1

Partizan: 2011